# R Orionis
R Orionis är en pulserande variabel av Mira Ceti-typ  i stjärnbilden Orion. Stjärnan var den första i Orions stjärnbild som fick en variabelbeteckning.
Stjärnan varierar mellan magnitud +9,05 och 13,4 med en period av 377,1 dygn.

## Fotnoter
1. ↑  Variabelstjärnornas beteckningar börjar med bokstäverna R-Z, därefter A-Q , följt av RR-ZZ och AA-QQ, varefter de börjar betecknas med bokstaven V och ett ordningsnummer, från och med V335.